# Grande Loge suisse Alpina
Pour les articles homonymes, voir Alpina.
La Grande Loge suisse Alpina (GLSA) est une obédience maçonnique suisse fondée en 1844. Travaillant depuis son origine « À la gloire du Grand Architecte de l'Univers », elle est reconnue par la Grande Loge unie d'Angleterre. La particularité de l'histoire de l'obédience se trouve dans sa volonté au début du XXe siècle de tisser des liens entre la maçonnerie dite « régulière » et celle dite « libérale » ou « adogmatique ». En ce sens, en octobre 1921, la GLSA développe l'Association maçonnique internationale (AMI). Cette particularité prend fin entre 1950 et 1966 avec ses ruptures successives de relations avec les obédiences libérales ou non reconnues par la franc-maçonnerie « régulière ».

## Histoire
Fondée à l'époque de la naissance de la Suisse moderne essentiellement  par des membres du même parti radical qui ont été à l'origine du nouvel État fédéral (comme Jonas Furrer, premier président de la Confédération suisse en 1848 et premier grand orateur de la GLSA en 1844), la Grande Loge suisse Alpina (GLSA) a connu au cours de son histoire (à l’instar de toute la franc-maçonnerie en Suisse) quelques péripéties et quelques crises externes et internes, dont la principale est l'initiative Fonjallaz, visant à interdire les sociétés secrètes en Suisse, refusée par le peuple et les cantons en votation populaire le 28 novembre 1937 .
Elle connaît aussi la scission de quelques loges en majorité francophones qui ont fondé en 1959 le Grand Orient de Suisse, en 1967 d'autres loges issues de la GLSA demandent à rejoindre le GOS, obédience libérale, qui prend alors le nom de Grande Loge de Suisse, et la démission en 1984 d'un Grand-maître en cours de mandat, fait unique dans son histoire, à la suite de la décision prise par la majorité des loges alémaniques contre une minorité de loges romandes de reconnaître la Grande Loge régulière de Belgique et d'enlever sa reconnaissance à la Grande Loge de Belgique, ainsi qu'exigé par la Grande Loge unie d'Angleterre.

## Spécificité
La GLSA représente en Suisse la franc-maçonnerie dite « régulière », exclusivement masculine, reconnue par la Grande Loge unie d'Angleterre. Elle a été fondée en 1844 en tant qu'association selon l'article 60 du code civil suisse. Elle possède sa propre constitution, ses statuts et ses règlements.
La plupart des obédiences dites « régulières » postulent que pour devenir maçon il faut impérativement croire en « Dieu, Grand Architecte de l'Univers ». Bien qu'appartenant au groupe de reconnaissance mutuelle de la Grande Loge unie d'Angleterre (GLUA), la GLSA affirme pour sa part  « qu'elle respecte toutes les convictions sincères et réprouve toute opposition à la liberté de pensée ».
Cette spécificité est due au fait que la GLSA a longtemps essayé d'être un pont entre les maçonneries anglaise et française, séparées par la querelle du Grand Architecte de l'Univers et elle a été dans ce sens à l'origine de la création, avec plusieurs autres obédiences européennes et américaines, de l'Association maçonnique internationale (AMI). Cette association a compté jusqu'à 38 obédiences européennes, a rassemblé plus de 500 000 membres et a été réprouvée par la franc-maçonnerie anglo-saxonne.
Après la Seconde Guerre mondiale, sous la pression renouvelée de la Grande Loge unie d'Angleterre, abandonnant les tentatives de rapprochement des deux courants maçonniques, le grand maitre Albert Natural dissout l'AMI et rompt toutes relations avec le Grand Orient de France et la maçonnerie libérale en 1950. Il en est de même en 1966,  sur les mêmes demandes émanant d'Angleterre, qui amènent la GLSA à rompre également ces relations avec la Grande Loge de France. Ces ruptures successives sont à la source des créations du Grand Orient de Suisse en 1959 et de la Grande Loge de Suisse en 1967.
Le 6 juin 2009, lors de son assemblée générale, la GLSA a adopté une déclaration concernant ses relations avec la franc-maçonnerie féminine en Suisse qui, sans en reconnaitre la régularité maçonnique à laquelle elle adhère au sens strict des pratiques anglo-saxonnes, reconnait toutefois l’activité de la Grande Loge féminine de Suisse (mais pas des loges mixtes). Dans cet acte, elle n'interdit pas les relations avec ses membres ou le partage d'actions communes, en dehors toutefois  des travaux des loges, qui restent strictement masculins.

## Représentation et activités
En octobre 2009 et pour la première fois, la GLSA fait le choix d'ouvrir les portes de ses locaux à tous les publics dans le cadre d'une journée d’extériorisation.
En 2015, la GLSA compte près de 4 000 membres répartis en 85 loges (48 de langue française, 28 de langue allemande, 5 de langue italienne et 4 de langue anglaise).
Parmi ses loges les plus anciennes, elle compte la loge de Genève « L'Union des Cœurs », fondée en 1768, qui le 23 août 1811 est installée dans le Régime rectifié par le grand chancelier provincial de Bourgogne, sous les auspices de Cambacérès, archichancelier de l'Empire et Grand-maître de tous les rites en  France ; la loge du Locle « Les Vrais Frères Unis », fondée en 1774 avec une patente de la Grande Loge de France, la loge de Nyon « La Vraie Union », fondée en 1787, ayant appartenu au Grand Orient de France de 1807 à 1856, date de son entrée à la GLSA , et la loge de Bâle Zur Freundschaft und Beständigkeit (de), fondée sous Napoléon en 1808 avec le titre distinctif « Amitié et Constance » et ayant travaillé en langue française pendant ses trois premières années d'existence ,.
La GLSA publie l'Alpina, revue maçonnique suisse. Fondée en 1874, la revue est publiée à Lausanne en allemand, français et italien.
Le groupe de recherche Alpina publie Masonica, une revue de maçonnologie  qui réunit les résultats de ses recherches.

## Rites pratiqués

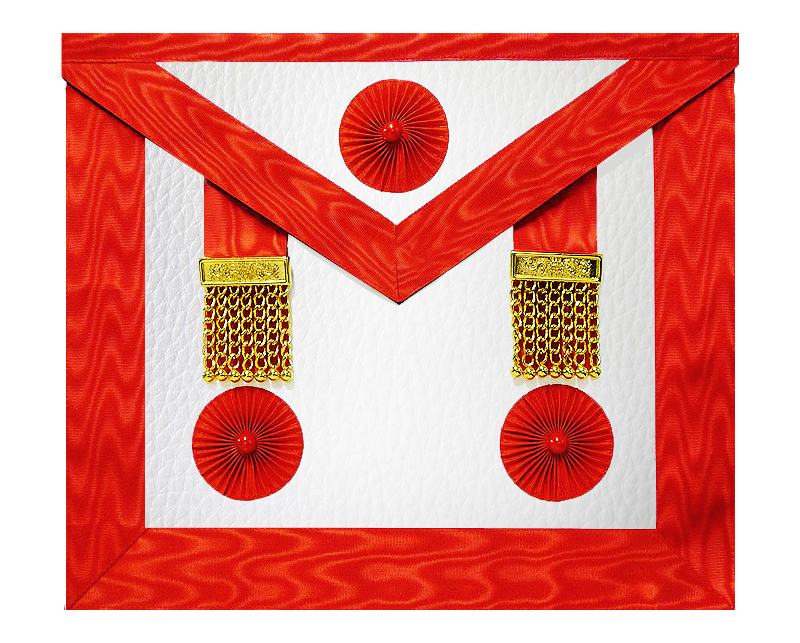
Tablier de maître au Rite écossais ancien et accepté, pratiqué dans la majorité des loges de la GLSA.

Les maçons de la Grande Loge suisse Alpina pratiquent les trois grades (apprenti, compagnon, maître) de la franc-maçonnerie symbolique (dite aussi bleue) d'après les rites suivants :
- Rite écossais ancien et accepté (de manière majoritaire, en allemand, en français et en italien) ;
- Rite écossais rectifié (en allemand et en français) ;
- Rite de Schroeder (en allemand et en français) ;
- Rite émulation (en anglais, en allemand et en français) ;
- Rite ancien et primitif de Memphis Misraim (en français) ;
- Rite français (en français), une loge à Zurich et une à Genève.

## Direction de l'obédience
Depuis sa création l’obédience est sous la direction d'un Grand-maître.

## Relations internationales
Le 10 juin 2012 la GLSA et quatre autres  obédiences européennes « régulières » (Grandes Loges unies d’Allemagne, Grande Loge d’Autriche, Grande Loge régulière de Belgique, Grande Loge de Luxembourg) réunies à Bâle retirent leur reconnaissance à la Grande Loge nationale française avec une déclaration commune, elles sont suivies par la GLUA le 12 septembre 2012.  Elles la rétablissent en juin 2015, après que la GLUA l'ait à nouveau reconnue comme seule obédience maçonnique régulière en France.